# Трудовое (Баштанский район)
Трудовое (укр. Трудове) — село в Баштанском районе Николаевской области Украины.
Основано в 1909 году. Население по переписи 2001 года составляло 21 человек. Почтовый индекс — 56121. Телефонный код — 5158. Занимает площадь 0,161 км².

## Местный совет
56100, Николаевская обл., Баштанский р-н, г. Баштанка, ул. Героев Небесной Сотни, 38